# Мустафа Исмаиль
Мустафа́ Муха́ммад Мурси Исмаи́ль (араб. مُصْطَفَى مُحَمَّد مُرْسِي إِسْمَاعِيل; (17 июня 1905, деревня Мит-Газаль, Королевство Египет — 26 декабря 1978) — египетский чтец Корана. Четвёрка кари — Мухаммад аль-Миншави, Абдуль-Басит Абдус-Самад, Махмуд Аль-Хусари и Мустафа Исмаиль в целом рассматриваются как самые важные и знаменитые чтецы Корана для современных людей, которые оказывают определённое влияние на исламский мир.

## Ранние годы
Мустафа Исмаил родился 17 июня 1905 года в деревне Мит-Газаль, недалеко от Танты в Египте. Его воспитал дед. Исмаил с раннего возраста сосредоточился на Коране и в возрасте 10 лет завершил хифз (запоминание всего Корана). Он поступил в учебное заведение в Танте, где обучался тафсиру (экзегезе), кираату (методам чтения) и фикху (исламскому праву). Завершив формальное обучение, Исмаил посвятил свою жизнь служению Корану.